# Meteorización

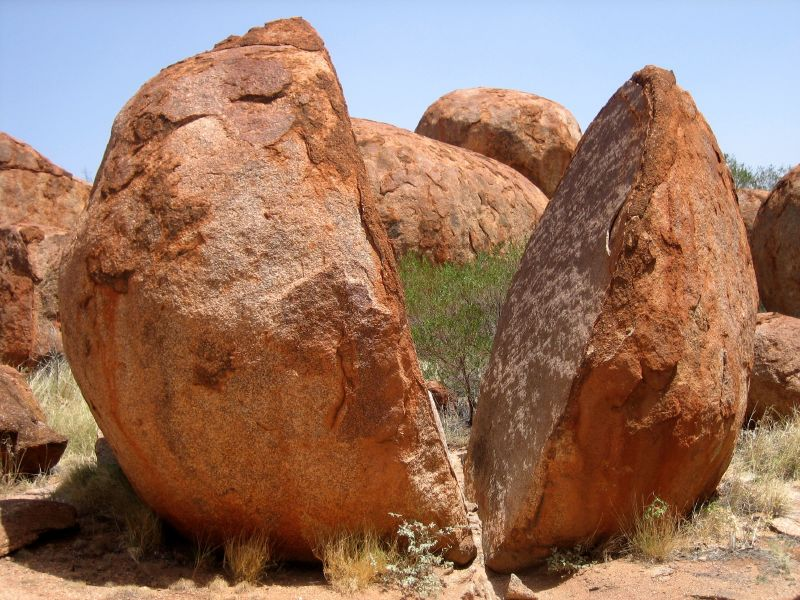
Ejemplo de una roca meteorizada. Se observa que su exterior se ha oxidado a causa de la meteorización química y además se ha partido en dos probablemente debido a meteorización física.

Se llama meteorización o intemperismo a la descomposición de minerales y rocas que ocurre sobre o cerca de la superficie terrestre cuando estos materiales entran en contacto con la atmósfera, hidrosfera y la biósfera. Sin embargo, existen varias definiciones más, lo que ha hecho que el término signifique diferentes cosas para distintos autores. Ejemplo de otras definiciones son:

La meteorización representa la respuesta de minerales que estaban en equilibrio a profundidades variables en la litosfera a condiciones de la superficie terrestre o cerca de esta. En este lugar los minerales entran en contacto con la atmósfera, hidrosfera y biosfera originando cambios, generalmente irreversibles, que los tornan hacia un estado más clástico o plástico de manera que aumenta el volumen, disminuye la densidad y el tamaño de las partículas además de formarse nuevos minerales que son más estables bajo las condiciones de interfaz.
Chorley et al.

La meteorización es la desintegración y descomposición de las rocas, que originan, in situ, una masa de derrubios.
E. J. Monkhouse

Es el proceso o grupo de procesos destructivos mediante los cuales materiales terrosos o rocosos cambian de color, textura, composición, firmeza o forma al ponerse en contacto con agentes atmosféricos, todo esto con poco o nada de transporte del material aflojado o alterado.
Glossary of Geology

Existen principalmente dos tipos de meteorización: la meteorización química y la meteorización física. A veces se incluye la meteorización biológica como un tercer tipo. La meteorización se considera como un proceso exógeno y es importante entre otras cosas para el estudio de las formas del relieve y también para entender los suelos y sus nutrientes.
Se pueden considerar los 100 °C y 1 kbar como la temperatura y presión máxima bajo las cuales la meteorización ocurre.

## Meteorización física

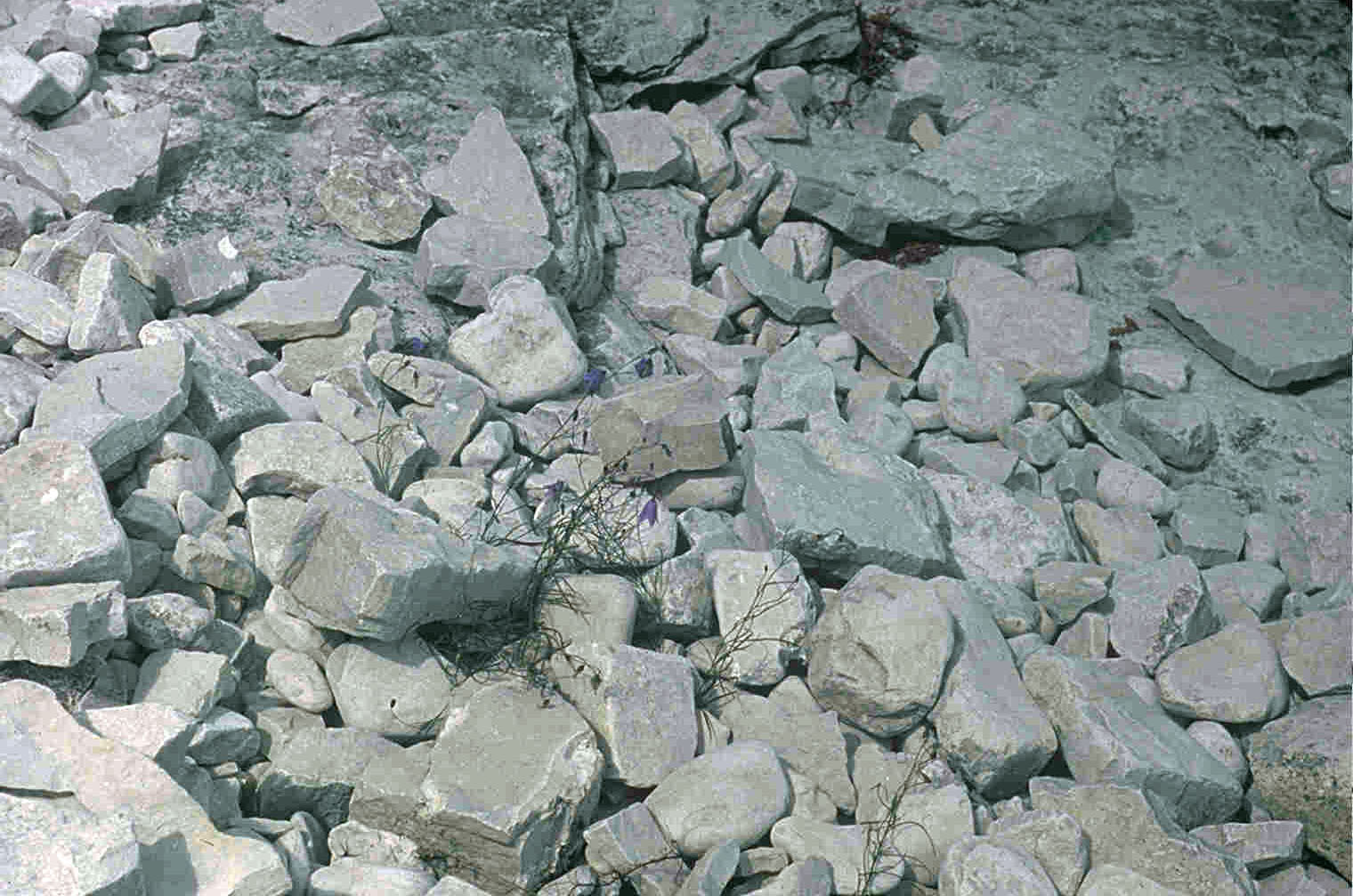
Canchal posiblemente formado por gelifracción en estratos casi horizontales de piedra caliza en la isla Flowerpot, Ontario, Canadá.

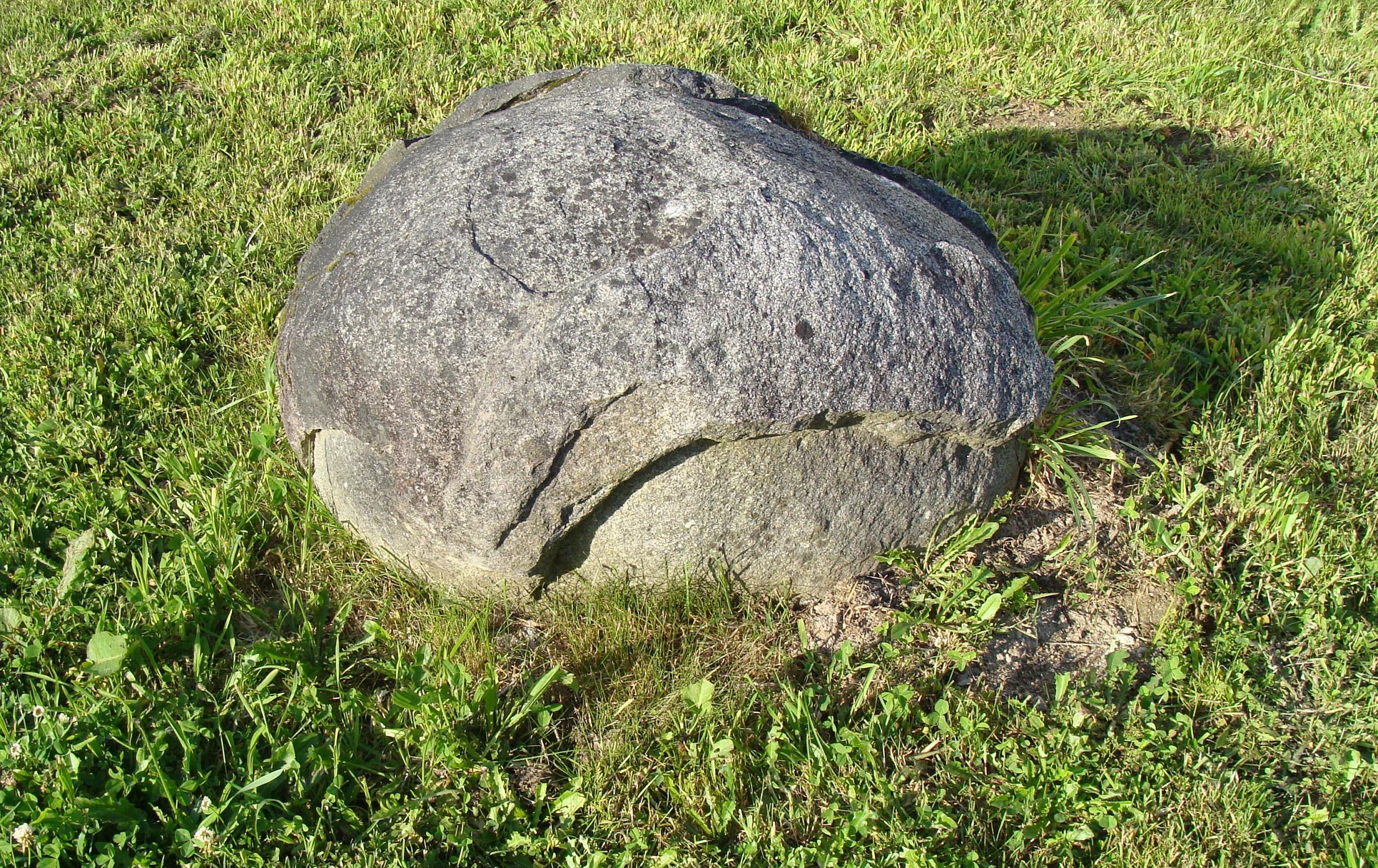
Exfoliación del granito dando lugar a esferas de roca cuyo espesor va disminuyendo por termoclastia. La exfoliación en capas concéntricas es lo que ha motivado el nombre en inglés de onion weathering (meteorización «en cebolla»).

La meteorización física produce desintegración o ruptura en la roca, sin afectar a su composición química o mineralógica. En estos procesos la roca se va fracturando, es decir, se va disgregando en materiales de menor tamaño y ello facilita el proceso de erosión y transporte posterior. Las rocas no cambian sus características químicas pero sí las físicas. Está causada por las condiciones ambientales (agua, calor, sal, etc.). Los agentes que la provocan son:
- Descompresión: La reducción de la presión litostática produce la expansión y el agrietamiento en rocas que se han formado a gran profundidad. A causa de esta dilatación experimentan el desarrollo de diaclasas subhorizontales, que en rocas compactas y homogéneas, como los batolitos graníticos, inducen la formación de grandes losas horizontales (lanchares).
- Termoclastia es la fisura de las rocas aflorantes como consecuencia de la diferencia de temperatura entre el interior y la superficie. La diferencia térmica día-noche es la causa: durante el día, al calentarse, la roca se dilata; sin embargo, por la noche, al enfriarse, se contrae. Al cabo de un tiempo acaba rompiéndose. Este tipo de meteorización es importante en climas extremados con gran oscilación térmica entre el día y la noche (como en el desierto). La termoclastia da origen a una forma típica de meteorización mecánica en rocas graníticas que se denomina exfoliación en bolas, en inglés onion weathering (meteorización en capas de cebolla) debido a que la radiación solar penetra muy superficialmente en el granito, calentando apenas uno o varios centímetros a partir de la superficie, que es la zona que se dilata, mientras que al enfriarse, se va separando del núcleo interno que conserva la misma temperatura más tiempo.
- Gelifracción: es la rotura de las rocas aflorantes a causa de la presión que ejercen sobre ellas los cristales de hielo. El agua, al congelarse, aumenta su volumen en un 9 %. Si se encuentra en el interior de las rocas, ejerce una gran presión sobre las paredes internas que acaba, tras la repetición, por fragmentarlas. Este tipo de meteorización es importante en climas húmedos y con repetidas alternancias hielo-deshielo (+0 °C/-0 °C), como los montañosos.
- Haloclastia: es la rotura de las rocas por la acción de la sal. En determinados ambientes hay una gran presencia de sal. Esto es en los ambientes áridos, ya que las lluvias lavan el suelo llevándose consigo la sal, la cual se precipita sobre el suelo al evaporarse el agua. La sal se incrusta en los poros y fisuras de las rocas y, al recristalizar y aumentar de volumen, aumenta la presión que ejercen sobre las paredes internas (similar a la gelifracción) con lo que se puede ocasionar la ruptura. El resultado son rocas muy angulosas y de menor tamaño, lo que generalmente da lugar a los procesos de erosión.

## Meteorización química

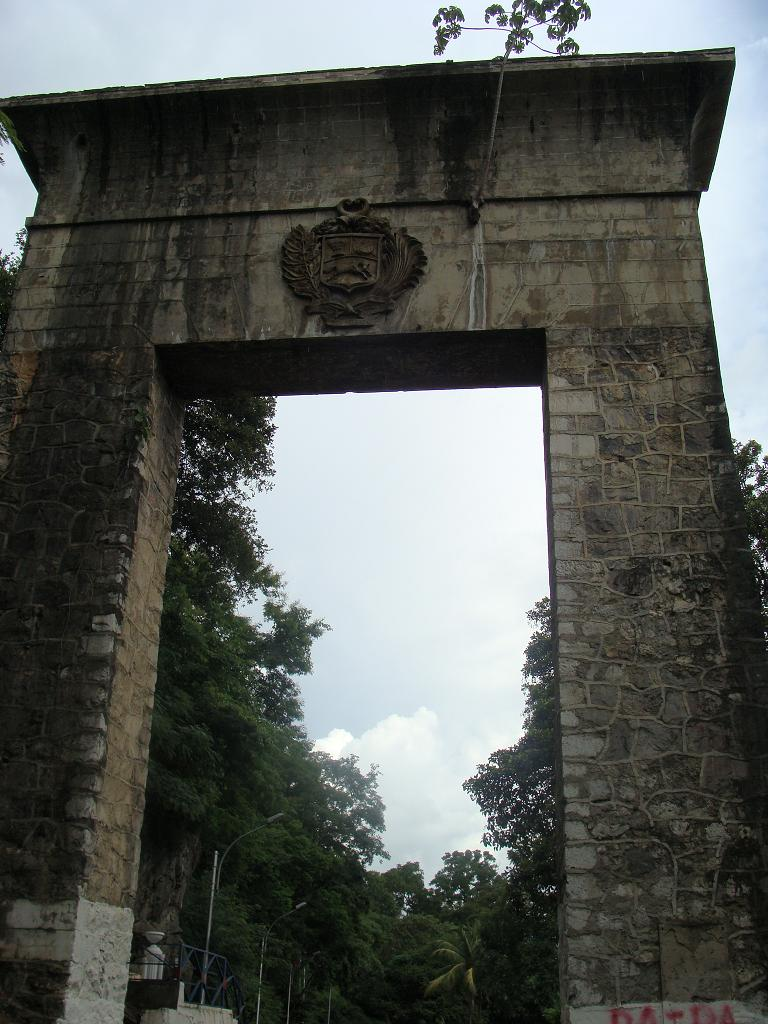
Un yagrumo (Cecropia peltata) crece en la pared del Monumento a la Batalla de la Puerta, en Venezuela, y muestra la acción sobre la disolución del cemento y de la roca caliza del propio monumento por la acción de los ácidos de sus raíces.

Produce una transformación química de la roca provocando la pérdida de cohesión y alteración de la roca. Los procesos más importantes son los atmosféricos, el vapor de agua, el oxígeno y el dióxido de carbono que están implicados en:
- Oxidación. Se produce al reaccionar algunos minerales con el oxígeno atmosférico. Se forman nuevos minerales con elementos en uno o más estados oxidados (mayor carga positiva)
- Disolución. Es muy importante en minerales solubles como cloruros, nitratos, en rocas calcáreas y en el modelado kárstico.
- Carbonatación. Se produce al combinarse el dióxido de carbono con el agua formando ácido carbónico, el cual se combina con ciertos minerales como el carbonato de calcio que se transforma en bicarbonato: el primero es insoluble en el agua pero el segundo no lo es, por lo que es arrastrado por ella. Es un proceso muy importante y perjudicial para los suelos, especialmente, en  el riego por goteo.
- Hidratación. En esta reacción, el agua es incorporada a la estructura de algunos minerales aumentando de volumen como sucede con el yeso o sulfato de calcio hidratado. Este proceso es fácil de ver, por ejemplo, mezclando anhidrita con agua, lo que produce una reacción exotérmica (desprende calor) al transformarse en yeso (sulfato de calcio hidratado).
- Hidrólisis. Es la rotura en la estructura de algunos minerales por la acción de los iones de H+ y OH- de agua, fundamentalmente en la meteorización del feldespato, que se transforma en arcillas y del granito que puede llegar a la caolinización (transformación en arcillas, especialmente en caolín).
- Bioquímica. La acción de los ácidos orgánicos procedentes de la descomposición de materiales biológicos en el suelo o por la acción físico - química de los propios vegetales vivos.

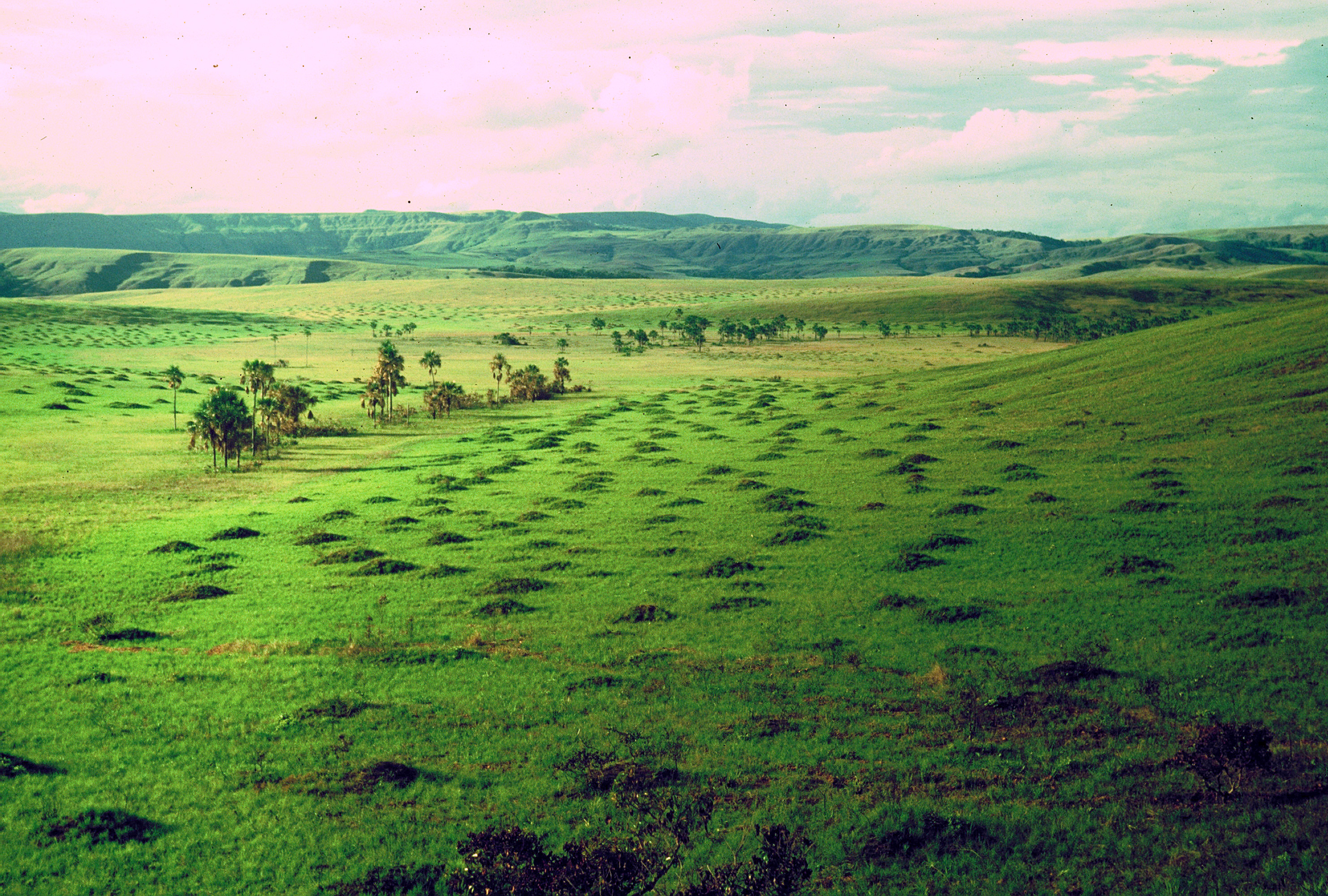
Los nidos hechos en el suelo por las termitas (Isoptera) en la Gran Sabana (Venezuela) generan una alteración considerable de los minerales del suelo y del subsuelo. Esta alteración favorece el crecimiento de algunas plantas en la mayoría de los termiteros abandonados.

- Laterización. Es un proceso de meteorización química generalizada y profunda en la que el sílice y las bases son extraídas, por la lixiviación (lavado) de la roca madre, en la que se producen concreciones de hierro y aluminio. Son depósitos residuales de color rojo asociados a relieves de superficie plana. En realidad el proceso no se circunscribe solo a la formación de suelo (latosoles) sino que es un auténtico proceso morfogenético. Régimen de formación de un suelo (pedogenético) que se da en climas cálidos, con precipitaciones abundantes, tanto en las regiones de selva como en las de sabana, donde una gran actividad bacteriana hace que el humus se consuma con rapidez. Los minerales arcillosos se disuelven, mientras que el hierro y el aluminio se acumulan en forma de óxidos y dan lugar a la formación de una costra dura, llamada laterita (del latín later, ladrillo). No son suelos fértiles.

## Meteorización biológica
La meteorización biológica u orgánica consiste en la ruptura de las rocas por la actividad de animales y plantas. La construcción de madrigueras y la acción de las raíces de los árboles pueden provocar una acción mecánica, mientras que los efectos de la presencia de agua y diversos ácidos orgánicos, así como el aumento del dióxido de carbono, pueden complementar la meteorización alterando la roca. Así pues, los efectos de la meteorización biológica combinan los procesos de disgregación y los de alteración.
La vegetación desempeña un papel decisivo en los procesos de meteorización química, ya que aportan iones y ácidos de disolución al agua. La descomposición orgánica genera humus más o menos ácido que provoca fenómenos de podsolización.

## La meteorización productora de suelos
La meteorización desintegra las rocas existentes y aporta materiales para formar otras nuevas. Sin embargo, la meteorización desempeña también un papel importante en la creación de suelos. Un suelo refleja, hasta cierto grado, el material rocoso del cual se derivó, pero la roca basal no es el único factor que determina el tipo de suelo, ya que diferentes suelos se desarrollan sobre rocas idénticas en áreas distintas cuando el clima varía de un área a otra. Por lo tanto, otros factores ejercen influencias importantes sobre el desarrollo del suelo, como el relieve, el tiempo y el tipo de vegetación. La composición de un suelo varía con la profundidad. El afloramiento natural o artificial de un suelo revela una serie de zonas diferentes entre sí. Cada una de estas zonas constituye un horizonte, que representan, desde la superficie hacia adentro, las capas más meteorizadas o descompuestas y con diferentes acumulaciones de minerales por lixiviación o lavado del suelo, hasta llegar a la roca madre o fresca, de la cual se derivó el suelo. Estos horizontes de suelo se han desarrollado a partir del material original subyacente. Cuando este material queda expuesto por vez primera en la superficie, la parte superior queda sujeta a la meteorización intensa y la descomposición actúa rápidamente. Conforme avanza la descomposición del material, el agua que percola hacia abajo comienza a lixiviar algunos de los minerales y los deposita en niveles inferiores, los cuales, con el paso del tiempo, se vuelven más gruesos y alcanzan mayores profundidades.

## Propiedades de suelos bien meteorizados
La roca granítica, que es la roca cristalina más abundante expuesta en la superficie de la Tierra, comienza a erosionarse con la destrucción de la hornblenda. La biotita luego se desgasta a vermiculita, y finalmente se destruyen oligoclasa y microclina. Todos se convierten en una mezcla de minerales arcillosos y óxidos de hierro. El suelo resultante se empobrece en calcio, sodio y hierro ferroso en comparación con el lecho rocoso, y el magnesio se reduce en un 40 % y el silicio en un 15 %. Al mismo tiempo, el suelo está enriquecido en aluminio y potasio, al menos en un 50%; por el titanio, cuya abundancia se triplica; y por hierro férrico, cuya abundancia aumenta en un orden de magnitud en comparación con el lecho rocoso.
La roca basáltica se meteoriza más fácilmente que la roca granítica, debido a su formación a temperaturas más altas y condiciones más secas. El tamaño de grano fino y la presencia de vidrio volcánico también aceleran la meteorización. En entornos tropicales, se degrada rápidamente a minerales arcillosos, hidróxidos de aluminio y óxidos de hierro enriquecidos con titanio. Debido a que la mayor parte del basalto es relativamente pobre en potasio, el basalto se degrada directamente a montmorillonita pobre en potasio, luego a caolinita. Cuando la lixiviación es continua e intensa, como en las selvas tropicales, el producto de meteorización final es bauxita, el principal mineral de aluminio. Cuando las lluvias son intensas pero estacionales, como en los climas monzónicos, el producto final de la meteorización es laterita rica en hierro y titanio. La conversión de caolinita a bauxita ocurre solo con una lixiviación intensa, ya que el agua corriente del río está en equilibrio con la caolinita.
La formación del suelo requiere entre 100 y 1000 años, un intervalo muy breve en el tiempo geológico. Como resultado, algunas formaciones muestran numerosos lechos de paleosol (suelo fósil). Por ejemplo, la Formación Willwood de Wyoming contiene más de 1000 capas de paleosuelos en una sección de 770 metros que representa 3,5 millones de años de tiempo geológico. Se han identificado paleosoles en formaciones tan antiguas como el arqueano (más de 2500 millones de años). Sin embargo, los paleosoles son difíciles de reconocer en el registro geológico. Las indicaciones de que un lecho sedimentario es un paleosuelo incluyen un límite inferior gradual y un límite superior definido, la presencia de mucha arcilla, mala clasificación con pocas estructuras sedimentarias, clastos desgarrados en los lechos suprayacentes y grietas de desecación que contienen material de los lechos superiores.
El grado de meteorización de un suelo se puede expresar como el "índice químico de alteración", definido como 100 Al
2O
3/(Al
2O
3 + CaO + Na
2O + K
2O). Esto varía de 47 para roca de la corteza superior no meteorizada a 100 para material completamente meteorizado.

## Meteorización de materiales no geológicos
La madera puede ser erosionada física y químicamente por hidrólisis y otros procesos relevantes para los minerales, pero además, la madera es muy susceptible a la meteorización inducida por la radiación ultravioleta de la luz solar. Esto induce reacciones fotoquímicas que degradan la superficie de la madera. Las reacciones fotoquímicas también son importantes en el desgaste de la pintura y plásticos.